# 鈴木久仁
鈴木 久仁（すずき ひさひと、1950年9月15日 - ）は、日本の経営者。あいおいニッセイ同和損害保険社長、会長を務めた。神奈川県出身。

## 経歴・人物
1973年に早稲田大学商学部を卒業し、同年に大東京火災海上保険に入社した。2000年4月に執行役員に就任し、2002年6月にあいおい損害保険常務、2008年8月に専務を経て、2010年4月には社長に就任した。2010年10月にはあいおいニッセイ同和損害保険社長に就任し、2016年4月に副会長を経て、2019年6月には会長に就任。